# Quatuor à cordes no 7 de Glazounov
Pour les articles homonymes, voir Quatuor à cordes no 7.
Le Quatuor à cordes no 7 en ut majeur sous-titré « Hommage au passé », op. 107 G 181, est un quatuor pour deux violons, alto et violoncelle d'Alexandre Glazounov, composé en 1930.

## Contexte et création
Alexandre Glazounov compose son dernier quatuor à cordes en 1930. Il l'écrit sous forme de suite qu'il sous-titre Hommage au passé.

## Structure
1. Adagio
2. Andante affetuoso
3. Allegretto scherzando
4. Moderato

La durée d'exécution est d'environ trente minutes.

## Analyse

### Adagio
Le premier mouvement est un Adagio dans le style de la fugue. Alexandre Glazounov cite explicitement un thème de Mili Balakirev.

### Andante affetuoso
Le deuxième mouvement est sous-titré « Souffle du printemps » et présente des passages calandos alternant avec des passages agitato. Le mouvement se concluent sur un tempo proche de l'Allegretto, alors que les trois dernières mesures sont dans un tempo tranquillo, à l'unisson, mais toujours animé par l'alto.

### Allegretto scherzando
Le troisième mouvement, annoncé par le tempo de fin du précédent, est sous-titré « Dans la forêt mystérieuse ». Les voix des quatre instruments se mêlent dans un flux continu interrompus seulement par des interludes en pizzicatos. Le mouvement se poursuit avec des contre-chants à l'accompagnement. La présence de la sourdine donne l'effet d'une sérénade nocturne au charme post-tchaïkovskien.

### Moderato
Le quatrième et dernier mouvement porte le sous-titre de « Festival russe », proche de l'atmosphère de la « Glorification » présente dans La Grande Pâque russe de Nikolaï Rimski-Korsakov. D'abord joué avec la sourdine, il paraît être un souvenir des liturgie à la gloire de la patrie disparue. Il exige cependant une intensité proche de l'orchestre de chambre. Il présente quelques effets de balalaïka, notamment aux mesures 226 à 238.